# Behta Hajipur
Behta Hajipur é uma vila no distrito de Ghaziabad, no estado indiano de Uttar Pradesh.

## Demografia
Segundo o censo de 2001, Behta Hajipur tinha uma população de 94,414 habitantes. Os indivíduos do sexo masculino constituem 54% da população e os do sexo feminino 46%. Behta Hajipur tem uma taxa de literacia de 60%, superior à média nacional de 59.5%; com 62% para o sexo masculino e 38% para o sexo feminino. 19% da população está abaixo dos 6 anos de idade.